# 施泰珀尼茨塔尔
施泰珀尼茨塔尔（德語：Stepenitztal）是德国梅克伦堡-前波美拉尼亚州的市镇，隶属于西北梅克伦堡县。总面积为45.25平方千米，截至2023年12月31日总人口为1,701人。